# Front-end și back-end
În domeniul informaticii, front-end (parte frontală) și back-end (partea din spate) sunt termeni generalizați care se referă la etapele inițiale și finale ale unui proces. Termenii au apărut în ingineria software datorită dezvoltării principiului repartizării responsabilității între reprezentarea externă și implementarea internă. În mod obișnuit, front end este mai aproape de utilizator, back-end fiind mai aproape de sistem.
Front-end este responsabil pentru descărcarea datelor de la utilizator în diferite forme și transferarea acestora către back-end. Apoi back-end bazat pe aceste date îndeplinește o sarcină specifică. Opțional, partea frontală poate afișa utilizatorului rezultatele obținute de la back-end.
Back-end-ul creează un API care folosește front-end. Astfel, dezvoltatorul de front-end nu are nevoie să cunoască caracteristicile implementării, iar dezvoltatorul back-end nu trebuie să cunoască implementarea front-end. 

## Exemple de aplicații
- aplicații client-server: programul care rulează pe client este front-end (utilizator de serviciu), cel care rulează pe server este back-end (furnizor de servicii).
- aplicații bază de date: interfața grafică de utilizator, formată din formulare și rapoarte, este utilizată ca front-end, baza de date care rulează pe server, constând din tabele, vizualizări, proceduri stocate este back-end
- aplicații bazate pe web: front-end se referă la paginile web accesibile publicului, în timp ce  back-end este utilizat pentru intervalul accesibil numai unui grup restricționat de utilizatori
- în compilatoare: front-end traduce codul sursă al unui program de computer într-o reprezentare intermediară (unitate de analiză), iar back-end lucrează cu reprezentarea intermediară pentru a produce cod într-un limbaj de ieșire(unitate de sinteză).
- în sistemul de imprimare CUPS din Unix, front-end-ul CUPS este interfața grafică, iar modulul care trimite datele brute procesate la imprimantă este back-end.
- în sistemele de gestionare a conținutului (CMS), pagina web generată de CMS este considerată ca fiind front-end, în timp ce interfața de creare și întreținere a conținutului este back-end.[2]

### Front-end
- React
- XHTML
- HTML5
- CSS
- Javascript
- AJAX
- jQuery
- CFML
- Angular

### Back-end
- PHP
- C
- C++
- Node.js
- Ruby on Rails
- Python
- Java
- JSP
- .NET
- C sharp
- Visual Basic
- Perl